# 巴利亞縣
巴利亞縣是印度的一個縣，位於該國北部，由北方邦負責管轄，面積1,981平方公里，識字率為73.82%，人口在2001至2011年期間增長16.73%，2011年人口普查總數為3,223,642人，人口密度每平方公里1,627人。

## 外部連結
- 官方网站

28°12′00″N 79°22′00″E / 28.2°N 79.3667°E